# 59a Divisió (Exèrcit Popular de la República)
La 59a Divisió —originalment denominada 1a Divisió asturiana— va ser una de les divisions de l'Exèrcit Popular de la República que es van organitzar durant la Guerra Civil espanyola sobre la base de les Brigades Mixtes.

## Historial
La divisió va ser creada originalment al febrer de 1937, com la «1a Divisió asturiana». Va quedar incorporada al III Cos d'exèrcit asturià. El 6 d'agost la unitat va ser reestructurada —va quedar composta per les brigades 189a, 190a i 191a— i canviada de nom com a «59a Divisió». Va passar a quedar adscrita al XVII Cos d'Exèrcit.
No va arribar a intervenir en la batalla de Santander, per la qual cosa es trobava pràcticament intacta al començament de l'ofensiva d'Astúries. Per a llavors la 59a Divisió cobria el front que anava des del mar fins a les muntanyes, al sector d'Oviedo. Durant la campanya d'Astúries no va tenir un paper rellevant, romanent en les seves posicions sense intervenir en operacions militars de rellevància. A la fi d'octubre va aconseguir retirar-se a Gijón, on es va autodissoldre.

## Comandaments
- Comandant d'infanteria Carlos Abad López (des de febrer de 1937);
- Comandant d'infanteria Eduardo Carón Alcázar (des de març de 1937);
- Major de milícies Víctor Álvarez González[4] (des de maig de 1937);
- Major de milícies Ramon Garsaball López (des d'agost de 1937);